# Mãe da Igreja

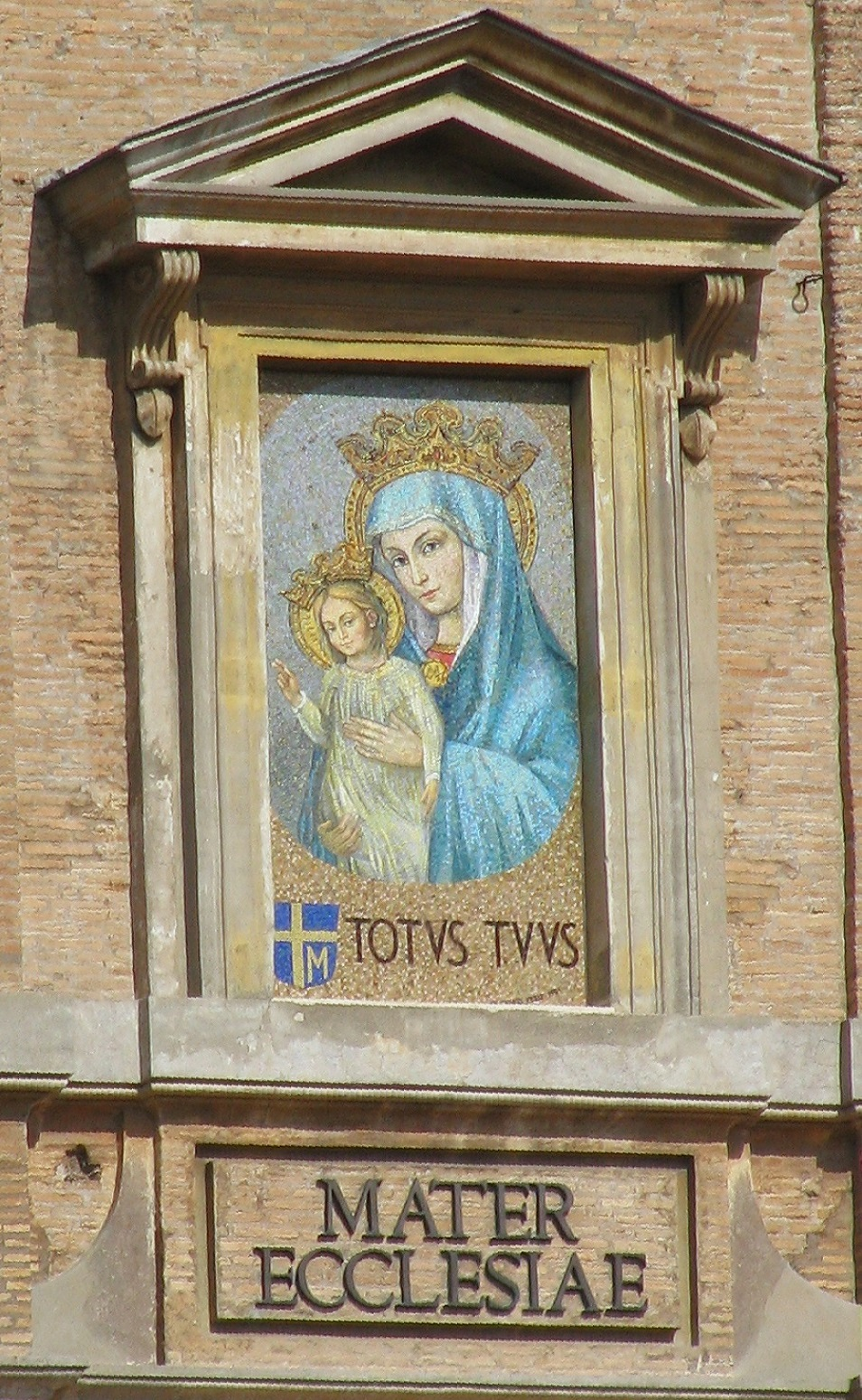
Mosaico de Maria, Mãe da Igreja na Praça de São Pedro

Mãe da Igreja (latim: Maria, Mater Ecclesiae) é um título, oficialmente dado à Virgem Maria durante o Concílio Vaticano II pelo Papa Paulo VI. O título foi utilizado pela primeira vez por Santo Ambrósio de Milão (338 - 397) e redescoberto por Hugo Rahner, um jesuíta irmão de Karl Rahner.
Maria é vista como mãe da Igreja e de todos os seus membros, ou seja, todos os cristãos, pois os cristãos na Bíblia são parte do corpo de Cristo, a Igreja. Eles, portanto, compartilham com Cristo a paternidade de Deus e também a maternidade de Maria. Mais uma vez, no Novo Testamento, (João 19:26–27) o apóstolo João diz que Jesus na cruz é filho de Maria. O Catecismo da Igreja Católica afirma:
| “ | A Virgem Maria... É reconhecida e honrada como sendo verdadeiramente a Mãe de Deus e do Redentor.... Ela é «claramente a mãe dos membros de Cristo... Maria, Mãe de Cristo, Mãe da Igreja. | ” |
|   | — Catecismo da Igreja Católica. |   |

## Ambrósio e Hugo Rahner
A Mariologia de Rahner segue a doutrina de Ambrósio de Milão, sobre o papel de Maria Santíssima na Igreja. Sua interpretação, baseada exclusivamente em Ambrósio, influenciou grandemente o Vaticano II, sendo que a constituição dogmática Lumen Gentium declara que Maria é a Mãe da Igreja, uma perspectiva continuada pelos próximos papas, João Paulo II, que cita o título em sua encíclica Redemptoris Mater e Bento XVI, que creditam aos Rahner especificamente este ponto.

## Festa de Maria Mãe da Igreja
A memória litúrgica da bem-aventurada Virgem Maria, Mãe da Igreja foi inscrita no Calendario Romano na segunda-feira depois da solenidade de Pentecostes, e é celebrada cada ano. A primeira celebração foi no dia 21 de Maio de 2018.
Desde o dia 11 de Fevereiro de 2018, dia em que foi firmado o Decreto pela Congregação para o Culto Divino, esta memória litúrgica aparece em todos os calendários e livros litúrgicos para a celebração da Missa e da Liturgia das Horas.

## Mosaico na Praça de São Pedro
Em 1980, durante o Congresso Universitário UNIV - um encontro de universitários realizado anualmente em Roma durante a Semana Santa e que nasceu por inspiração de São Josemaría Escrivá, fundador do Opus Dei - um jovem disse ao Papa que não havia encontrado nenhuma imagem de Nossa Senhora na Praça de São Pedro, coração da Igreja Católica. De fato, nenhuma das 162 estátuas de santos que rodeam a Praça retrata a Virgem Maria. O Papa respondeu-lhe "então é necessário terminar a Praça".
A pedido do beato Álvaro del Portillo - sucessor de São Josemaría - o arquiteto espanhol e fiel do Opus Dei Javier Cotelo dedicou-se a pensar em uma solução arquitetônica para a imagem, e transmitiu o resultado das suas pesquisas ao Papa em dois momentos: em Julho de 1980 e Janeiro de 1981. A sugestão consistia em tapar e usar uma das janelas de um edifício localizado entre a Praça de São Pedro e o Cortile di San Damaso como moldura para um mosaico da Virgem Maria, de modo que possa ser contemplada de qualquer parte da Praça, e que de alguma maneira presida a Praça. A ideia de usar uma escultura foi descartada pela quantidade de esculturas que já existem na Praça.
Aderindo à sugestão de Cotelo, no dia 7 de Dezembro de 1981, foi instalado um mosaico dedicado a Maria Mater Ecclesiae - Maria Mãe da Igreja - no local sugerido. O mosaico foi fabricado no ateliê de mosaicos do Vaticano. No dia seguinte, 8 de Dezembro de 1981 - solenidade da Imaculada Conceição de Maria - o Papa São João Paulo II abençoou o mosaico desde a sua janela, como a última pedra da Praça de São Pedro, e em agradecimento a Nossa Senhora por ter salvado a sua vida no atentado de 13 de Maio do mesmo ano, nessa mesma Praça.